# Tężnia solankowa w Wieliczce
Tężnia solankowa w Wieliczce – obiekt leczniczy w Wieliczce, pełniący funkcję inhalatorium.
Wysokość tężni wynosi 22,5 m. Tężnia w Wieliczce została otwarta pod koniec 2014 roku.

## Lokalizacja
Tężnia w Wieliczce sąsiaduje z kopalnią soli i znajduje się w parku św. Kingi przy ul. Jana Matejki.

## Historia
Projekt tężni solankowej w Wieliczce powstał w pracowni Asa Strożek Arichtekci. Wykonawcą została firma Skanska. Konstrukcja z drewna modrzewiowego, wyłożona wiązkami tarniny, po których spływa pochodząca z kopalni solanka, ma wymiary ok. 53x69 m i 7 500 m² powierzchni. Budowla przypomina drewnianą warownię, nad którą góruje wysoka na 22,5 m ośmiokątna wieża widokowa. Nawiązuje ona do wyburzonych w 2009 roku chłodni kominowych Kopalni Soli, stojących w rejonie ulic Edwarda Dembowskiego i Jana Matejki. Z wieży oglądać można panoramę parku, centrum Wieliczki, klasztor franciszkański i pobliskie szyby górnicze.
Obiekt powstał na trudnym terenie dotkniętym szkodami górniczymi. Budowano go ponad rok. Podczas wykonywania fundamentów obiektu, firma Skanska zastosowała specjalne zbrojenie mające ograniczyć wpływ szkód górniczych na tężnię. Powstało również niezbędne do funkcjonowania obiektu uzbrojenie terenu (sieć wody pitnej, rurociąg wody solankowej, kanalizacja deszczowa, sieć energetyczną).